# Lunca Frumoasă
Lunca Frumoasă – wieś w Rumunii, w okręgu Buzău, w gminie Pârscov. W 2011 roku liczyła 802 mieszkańców.